# Gradac (Slowenien)
Gradac (historische Namen: Graecz, Gretz, Gradez, Gradecz) ist eine Ortschaft mit circa 950 Einwohnern in der Gemeinde Metlika. Sie liegt am Fluss Lahinja in der Region Bela krajina im Süden Sloweniens nahe der Grenze zu Kroatien.

## Beschreibung
Gradac (ausgesprochen: Gradetz) liegt auf einer Höhe von 140 Meter über Adria am Berührungspunkt aller drei Gemeinden der slowenischen Region Bela krajina: Črnomelj, Semič und Metlika. Es gibt drei Ortsteile: Gradac, Klošter, und Okljuka, die alle an der Lahinja liegen. Der Ort Gradac ist nach dem gleichnamigen Schloss Gradac benannt worden. Das Schloss mit großer Parkanlage liegt direkt im Zentrum des Ortes an einer Schleife des Flusses Lahinja. In Gradac wurde am 18. Juni 1944 das Rote Kreuz Sloweniens gegründet. Gradac hat einen Personen- und Güterbahnhof (früher: Gradac-Podzemelj), ein Postamt, ein kleines Gewerbegebiet, und traditionell viele Handwerksbetriebe (Steinmetze, Schreiner, Wagner, Töpfer).
Gradac war früher ein Markt und bis zum Jahre 1955 eine eigenständige Gemeinde. Seitdem gehört der Ort zur Gemeinde Metlika. Kirchenrechtlich gehört Gradac zur Pfarre Podzemelj. Die Kirche steht im Ortsteil Klošter, in Gradac selbst gab es im Schloss eine Kapelle. Während des Zweiten Weltkrieges wurde von den italienischen Besatzern eine Kapelle auf dem Hauptplatz hinter dem heutigen Partisanendenkmal errichtet, die nach dem Krieg zerstört wurde, was im Laufe der Jahre immer wieder zu Kritik geführt hat.

### Kultur
Gradac hatte bis in die 1980er Jahre ein kulturelles Angebot, das den Karnevalsverein Gradaški mački (deutsch: „Die Gradazer Kater“), Theatervorführungen im Kulturhaus, Dorffest im Schlosspark, Verein der Freiwilligen Feuerwehr, Sportverein umspann.
Im März 2014 wurde in einem längeren Zeitungsartikel in Dolenjski list an diesen äußerst aktiven und erfolgreichen Karnevalsverein erinnert. Erwähnt wurde, dass man bereits im Jahre 1960 in Kulturhaus Faschingsfeiern abhielt. Ab dem Jahre 1964 fanden Umzüge statt. Die Umzugswagen wurden von Stieren und Pferden gezogen bzw. vom einzigen im Ort vorhandenen Traktor. Zu Beginn der neunzehnsechziger Jahre war die Eroberung des Weltalls ein beliebtes Thema bei diesen Umzügen. Hierzu baute man im Jahre 1966 sogar eine 12 m lange Raketenattrappe, die bemannt an Seilen über die Lahinja zum Schloss „flog“. Selbstverständlich wurden auch alle möglichen Ereignisse im damaligen Jugoslawien satirisch aufs Korn genommen, wozu ein gewisser Mut notwendig war. Als es im Ort immer weniger Nutztiere gab, wurden übergroße Figuren gebastelt, welche ein Pferd, eine Kuh, einen Stier, ein Schwein und einen Puter darstellten. Im Jahre der olympischen Winterspiele in Sarajevo (1984) wurden die Spiele dargestellt: mit olympischem Feuer, Lift, Klinik, Eiskunstläuferin, Bobs mit Schweinen als Besatzung und einer Schneefabrik, die den Schneemangel in Sarajevo zu Beginn der Spiele karikierte. Die Umzüge fielen im Jahre 1980 wegen der Krankheit Titos und einer zu hohen Schneedeckes aus sowie im Jahre 1984 als im Schloss, das Lagergebäude mit der Karnevalsausrüstung niederbrannte. Im Jahre 1985 fand daher der letzte Umzug statt. Zu jedem Umzug kamen mehrere Tausend Besucher. Er inspirierte Bewohner anderer Orte in der Bela krajina eigene Faschingsgesellschaften zu gründen, z. B. in Semič „Die Piraten“ (Gusarji) oder in Vranoviči „Die Dachse“ (Jazbeci) die auch in Gradac an den Umzügen teilnahmen. Der Name der „Gradazer Kater“ soll übrigens daher kommen, dass Arbeiter aus Gradac zur Faschingszeit vom Haus Muc (deutsch: der Kater) die Flagge mit der Abbildung eines Katers stahlen. Zur damaligen Zeit hatte man in Metlika die Tradition, zu Fasching Flaggen mit verschiedenen Symbolen zu hissen.
Im Jahre 2009 beteiligten sich die Gradaški mački am Sommerkarneval auf de Kolpa mit einem Floß, um auf das verfallende Schloss aufmerksam zu machen. Im Jahre 2010 zeigten sie auf ähnliche Weise auf die Infrastrukturprobleme des Ortes hin.

### Gasthäuser
Von den zahlreichen Gasthäusern (Mazele, Pance, Pri Dimu, Župančič, Rakar) existiert heute keines mehr.

## Geschichte
Eine Reihe von ehemaligen Bauernhöfen, Häusern und Gebäuden stehen unter Denkmalschutz: zum Beispiel das Haus der Familie Baricin (der Gebäudekomplex hat im Grundriss die Form des Buchstaben "U"), das Haus der Familie Hanzel (im Treppenhaus gibt es eine Wandmalerei, in der die Trachten der Bela krajina dargestellt sind), das Macele-Haus (im Gebäude war bis in die 1980er Jahre das Postamt untergebracht; das im 19. Jahrhundert errichtete Gebäude trägt über dem Eingang die in Stein gemeißelte Jahresangabe 1889 zusammen mit dem Posthorn; im Verbindungstrakt zum Hanzel-Haus war ein Lebensmittelladen untergebracht) und das Anwesen der Familie Grof (darin befindet sich eine vollständig erhaltene Töpferei mit Ofen und weithin sichtbarem Schornstein).

### Schloss Gradac

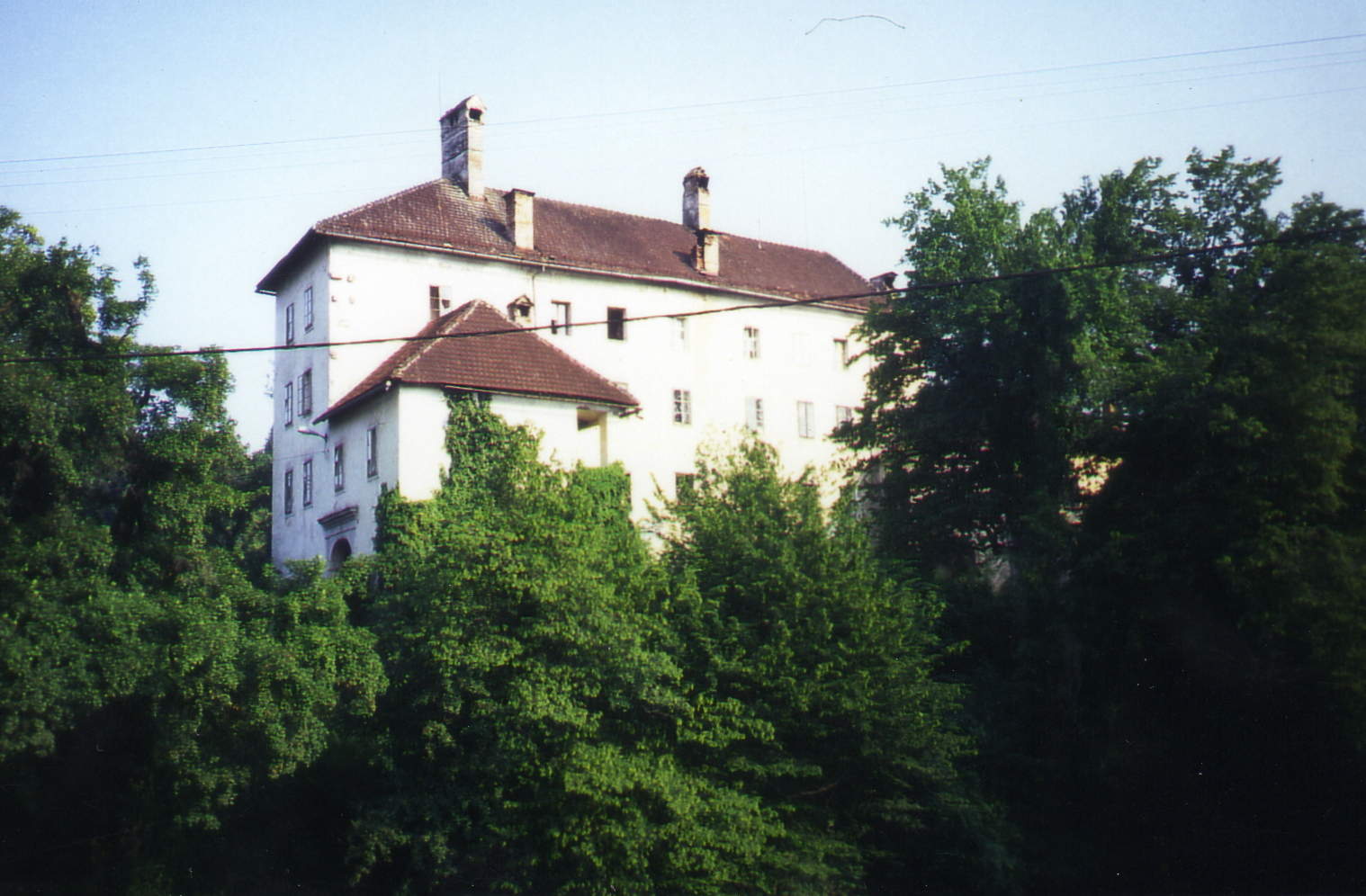
Schloss Gradac

Das historisch bedeutendste bzw. auffälligste Bauwerk im Ort ist das Schloss Gradac. Das Schloss liegt im Zentrum des Ortes an einer Flussschleife des Flusses Lahinja. Sie ist geschichtlich für die Region Bela krajina bedeutsam, diente es doch als Wehrburg während der Zeit der osmanischen Überfälle. Sie ist fast vollständig erhalten. Als ein bedeutendes Kulturdenkmal Sloweniens steht sowohl die Burg als auch der zugehörige Park unter Denkmalschutz des Staates.
Das Schloss sieht man, rechter Hand liegend, schon von der Hauptdurchgangsstraße Črnomelj–Metlika aus, sobald man sich der Brücke über die Lahinja nähert. Im Zentrum von Gradac führt rechts neben dem einzig verbliebenen Lebensmittelgeschäft ein Weg zum Schloss. Über eine Holzbrücke (ehemals Zugbrücke) gelangt man über den zugeschütteten Wassergraben in das Schloss.
Vom ersten kleineren Burghof gelangt man durch einen Durchgang in den großen Schlosshof. Von dort führt ein Weg in den Garten und weiter in den Park mit dem Mausoleum.

### Eisenwerk (Hochofen)
Die erste Eisenhütte der Region Bela krajina stand in Gradac und wurde nach dem Revolutionsjahr 1848 von Franz Ritter von Friedau gegründet, der in Donawitz (Leoben) bzw. in Vordernberg in der Obersteiermark bereits Eisenhütten besaß.

### Zweiter Weltkrieg
In Gradac wurde am 18. Juni 1944 das Rote Kreuz Sloweniens gegründet.
Im Haus der Familie Hanzl, direkt an der Hauptstraße von Gradac nach Metlika, unweit des Schlosses war seit Herbst 1944 eine Ambulanz eingerichtet, ebenso im Haus der Familie Potočnik. Dafür wurden die Räumlichkeiten der früheren Gaststätte verwendet, in welcher 12 Betten aufgestellt waren. Hier warteten Verwundete auf den Weitertransport zum Partisanenflughafen im nahen Otok, der mit Ochsenkarren oder Pferdefuhrwerken bewerkstelligt wurde. Verwundete waren auch im angrenzenden Haus der Familie Mazelle/Macele, in dem größere Räumlichkeiten vorhanden waren, die früher für Vorlesungen und Tanzveranstaltungen genutzt worden sind. Im Macele-Haus wurde die Verpflegung vorbereitet.
Im Schloss war seit der Kapitulation Italiens eine Ambulanz eingerichtet, die von Dr. Zvezdana Mervin geleitet wurde. Pro Tag wurden ca. 48 Patienten aufgenommen. Da sich in der Nähe von Gradac (Luftlinie ca. 2 km) drei Partisanenflugplätze befanden (Otok, Krasinec und Prilozje) und die Gegner vermutlich herausgefunden hatten, dass in Gradac Verwundete auf den Abtransport dorthin warten, wurde diese Ortschaft am 30. Januar 1945 nachmittags um 16 Uhr bombardiert. Insgesamt waren sechs oder sieben Flugzeuge am Angriff beteiligt. Fünf Zivilisten wurden dabei getötet und acht weitere verwundet. Neben der Säge wurden drei Häuser sowie die neue Brücke über die Lahinja völlig zerstört. Weitere 14 Häuser wurden schwer beschädigt. Weder das Schloss mit der dort untergebrachten Offiziersschule noch das Behelfskrankenhaus wurden getroffen. Die Sanitätsstelle arbeitet aber bis zur Auflösung der Flugplätze im Frühjahr 1945 weiter. Insgesamt sollen etwa 1500 Verwundete und Kranke sowie 2000 Frauen und Kinder und ältere Personen in der Ambulanz und den Sanitätsstellen versorgt worden sein.

### Nachkriegszeit
Seit der Unabhängigkeit Sloweniens und der damit einhergehenden wirtschaftlichen Veränderungen hat sich das Ortsbild verändert. Viele Häuser wurden renoviert. Eine Kanalisation und Kläranlage wurde gebaut, an welche die meisten Häuser angeschlossen wurden. Es gibt keinen Nahversorger mehr im Ort. Im Jahre 2019 wurde die Regionalstraße Metlika-Črnomelj erneuert und Gehwege gebaut. Am 21. Juli deckte eine Windhose mehrere Gebäude, darunter das Feuerwehrhaus ab.

## Persönlichkeiten
- Franc Ipavec (* 1776 in Gradac), Vater von Benjamin und Gustav Ipavec
- Jurij Ipavec, Chirurg, *? 18. Jhd.
- Franc Ipavec, Arzt, seine Kinder wurden berühmte Komponisten und Ärzte (Sohn von Jurij Ipavec), * 11. August 1776 in Gradac, † 1858
- Jakob Zearo, Steinmetz (erschuf unter anderem das steinerne Wappen der Familie Savinšek in Metlika, die das Schloss Metlika besaßen)
- Adolf Pirsch, Maler, 4. Juli 1858 in Gradac, † 28. April 1929 in GrazEintrag im Österreichischen Biographischen Lexikon

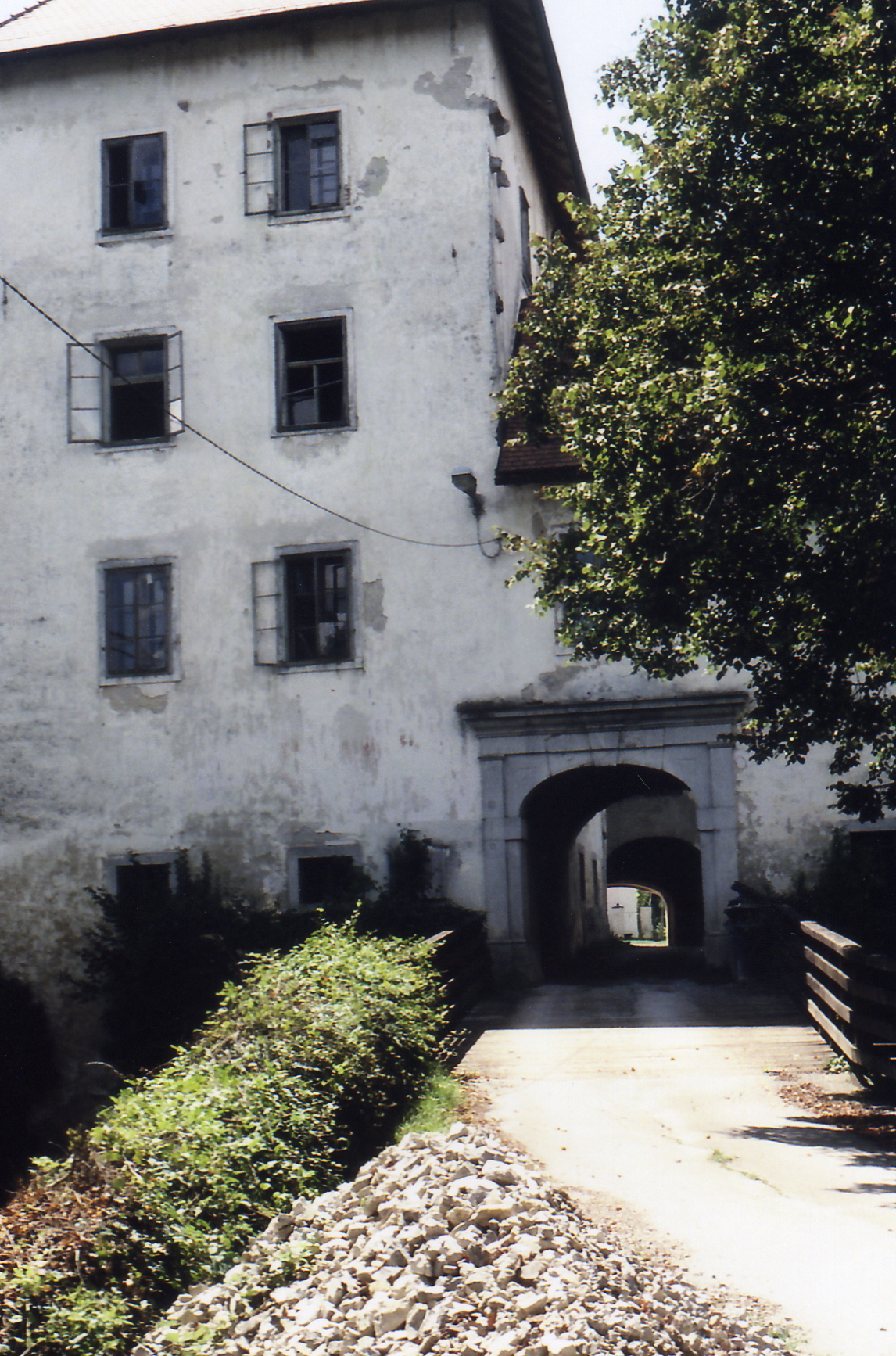
Haupttor des Schlosses
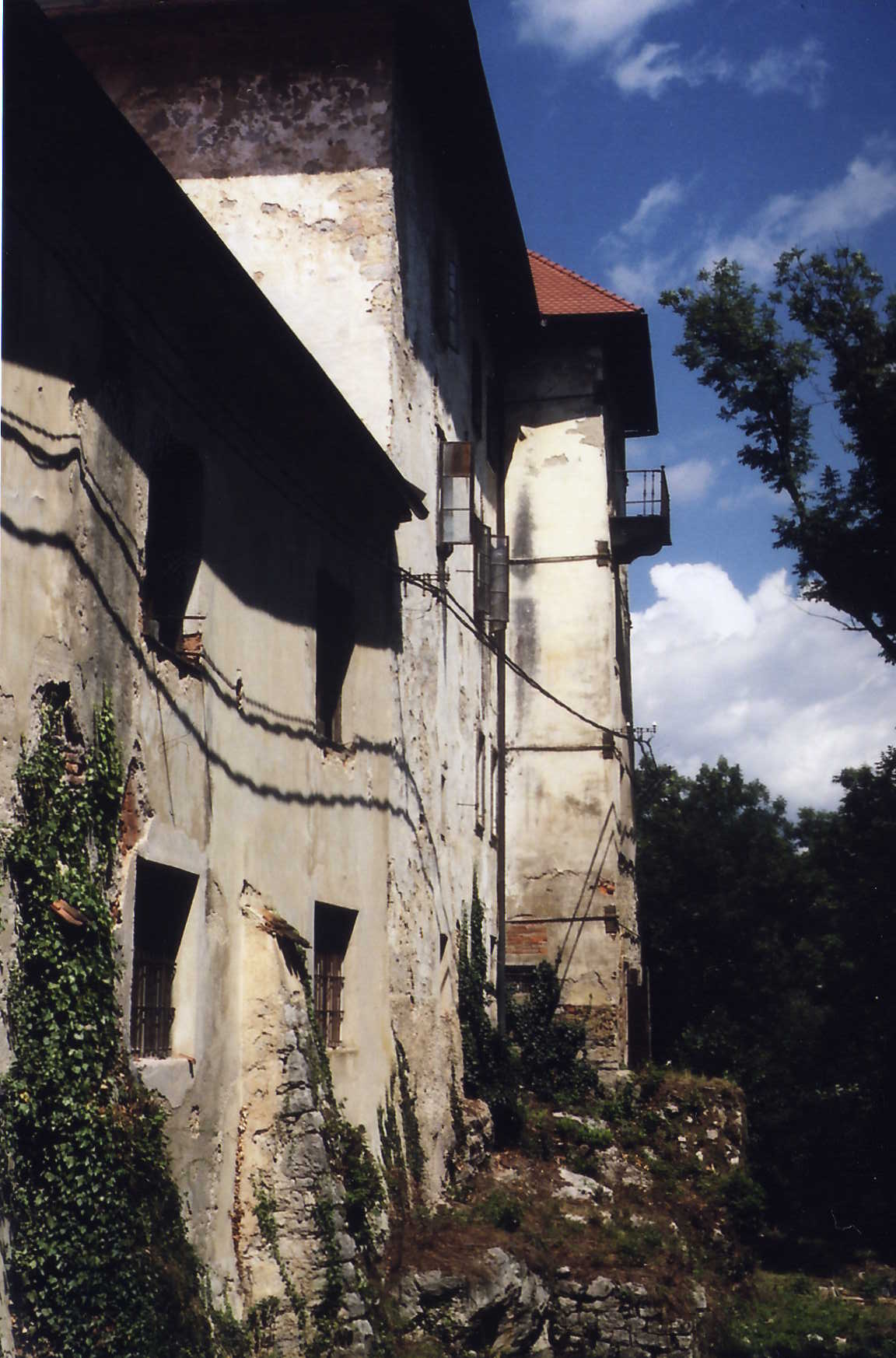
Blick zum Fluss Lahinja
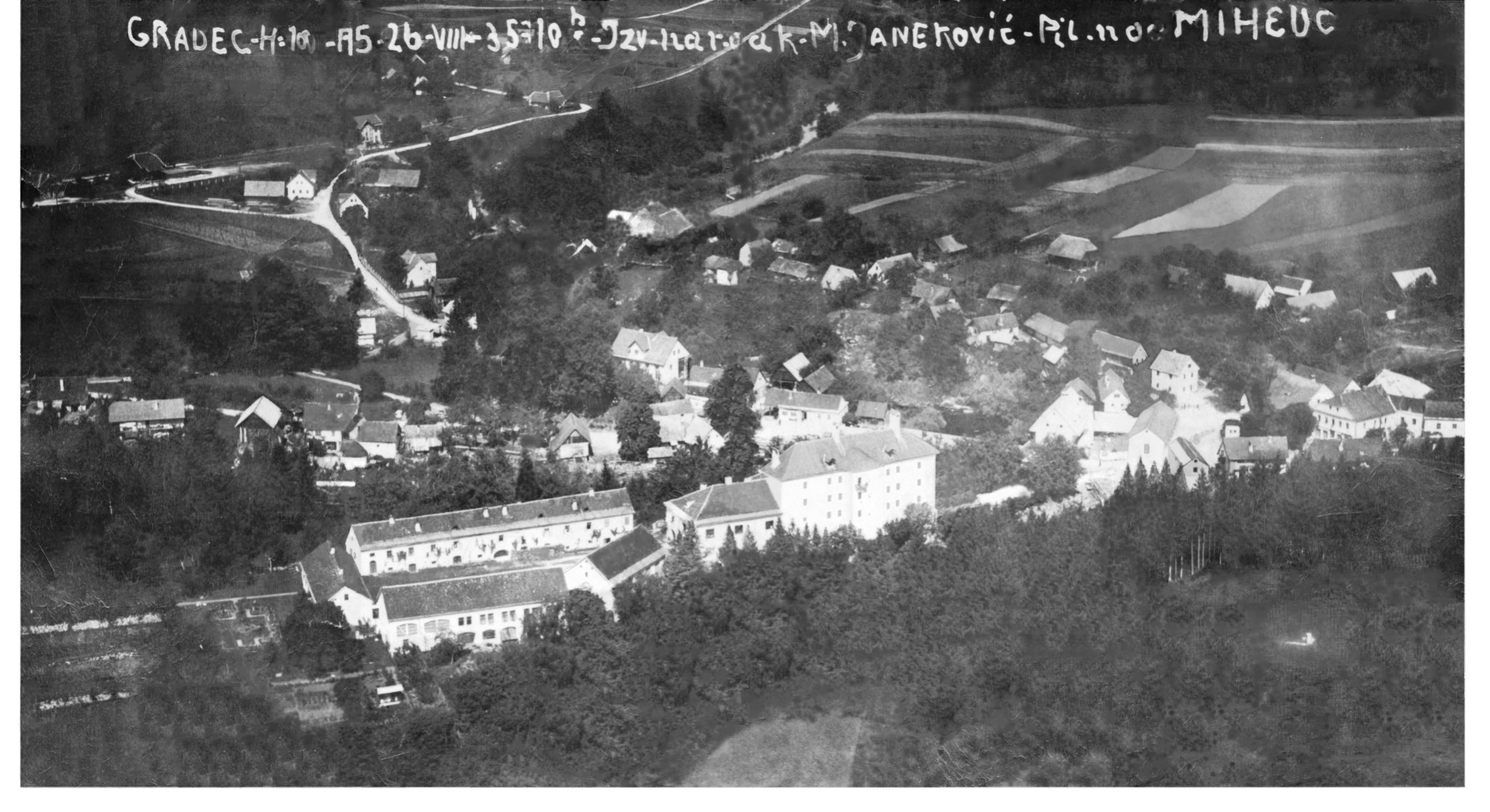
Luftbildaufnahme Gradac aus dem Jahr 1935
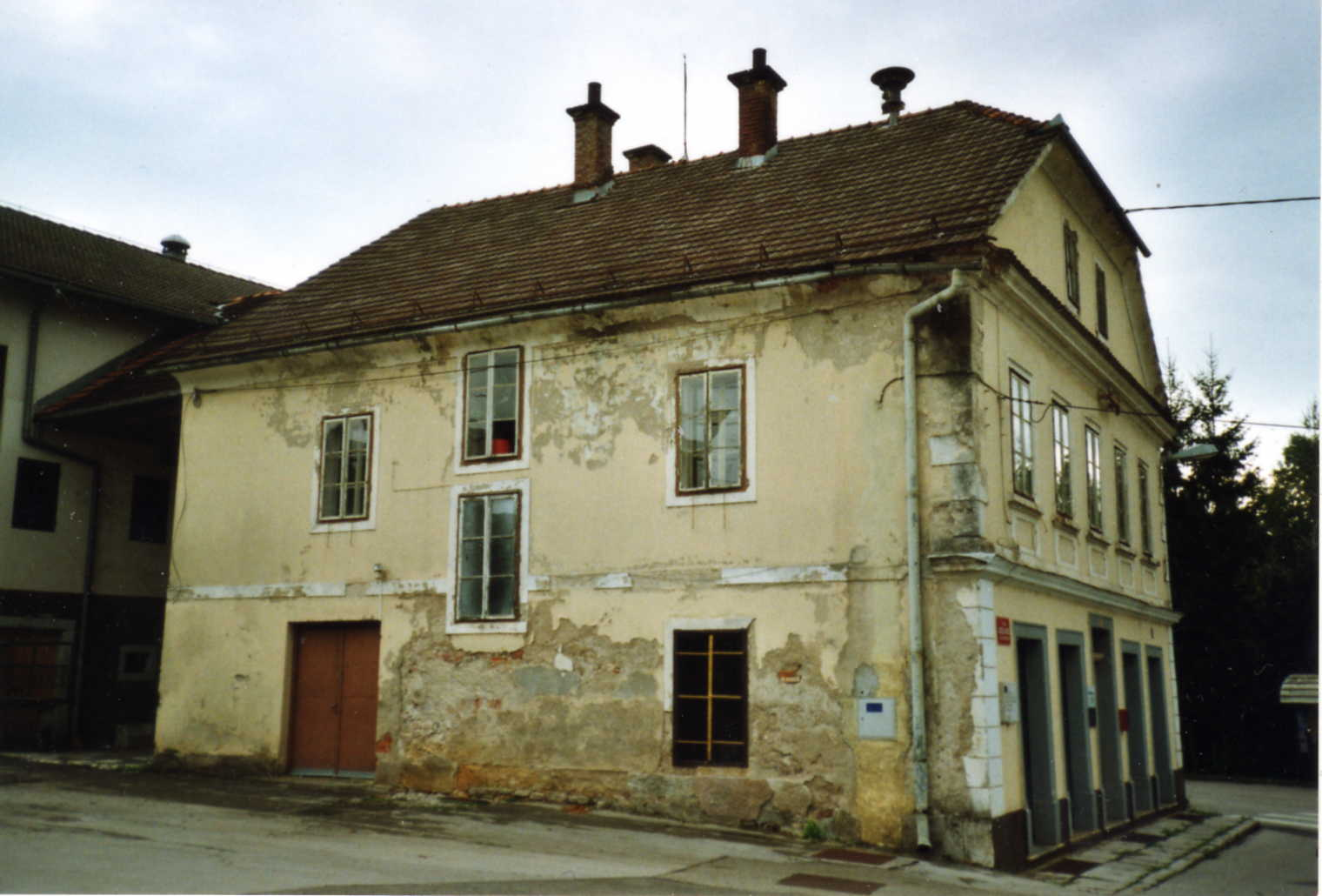
Macelehaus
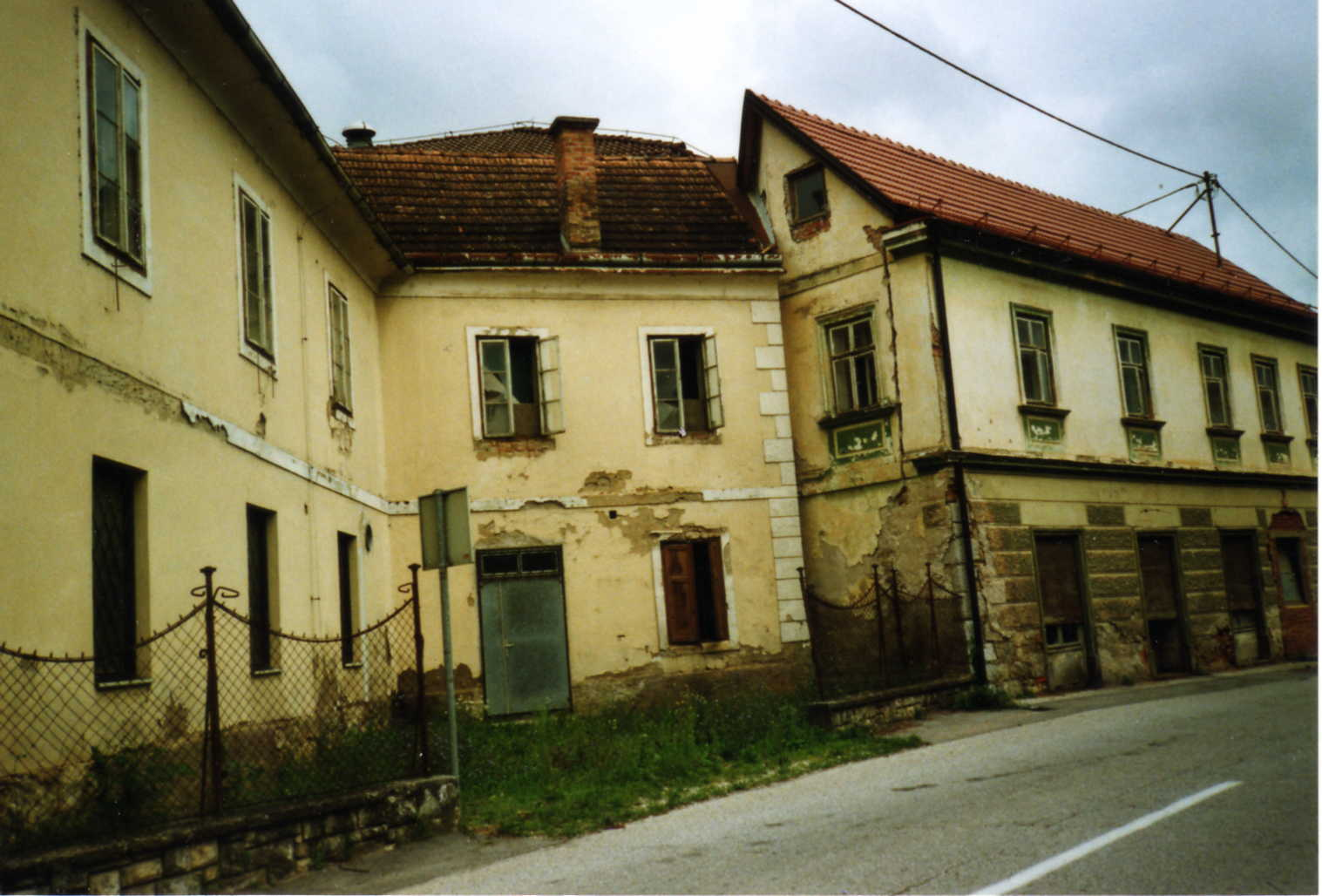
Hanzlhaus
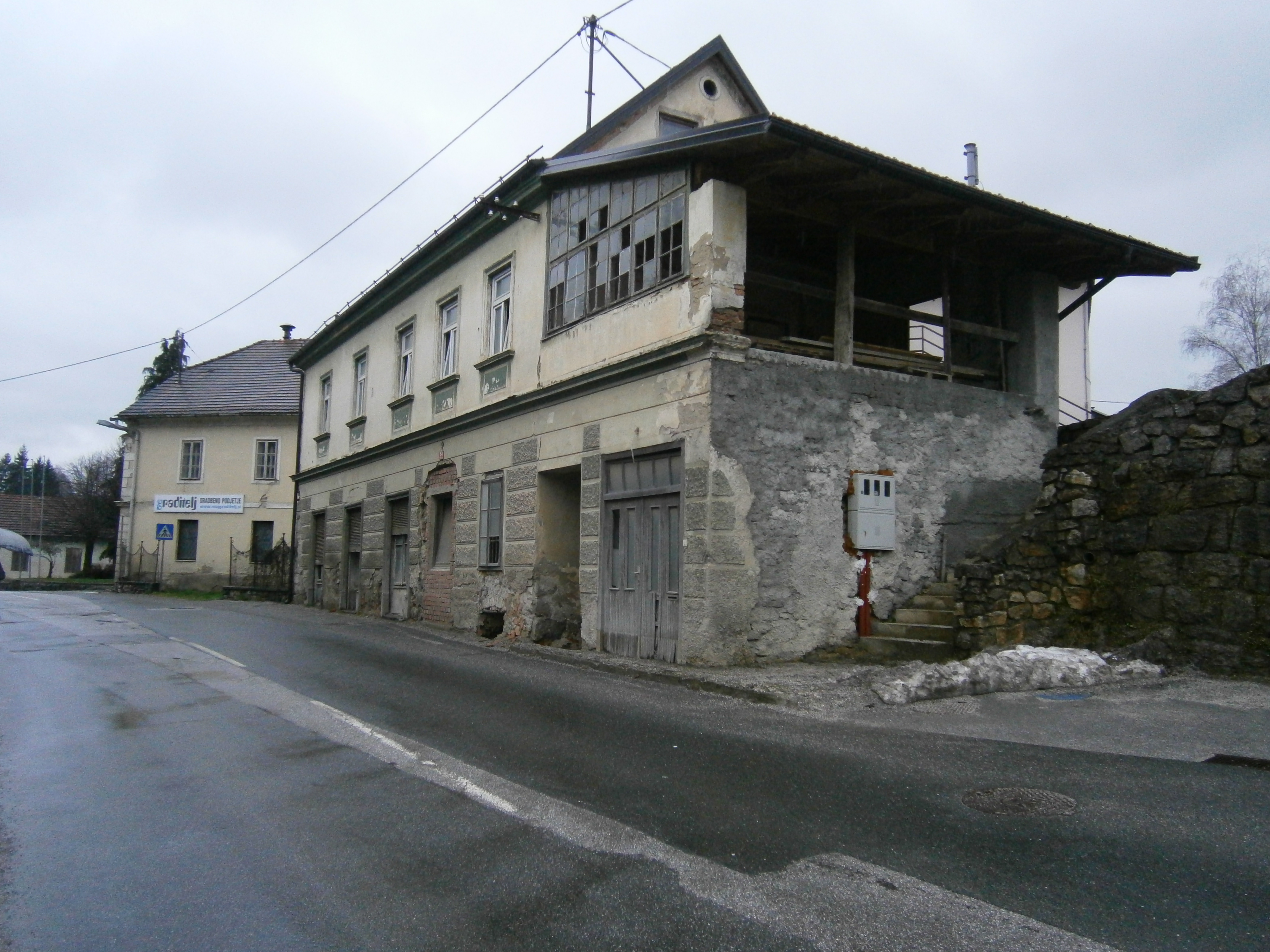
Haus der Familie Hanzl (früher Pance-Haus)
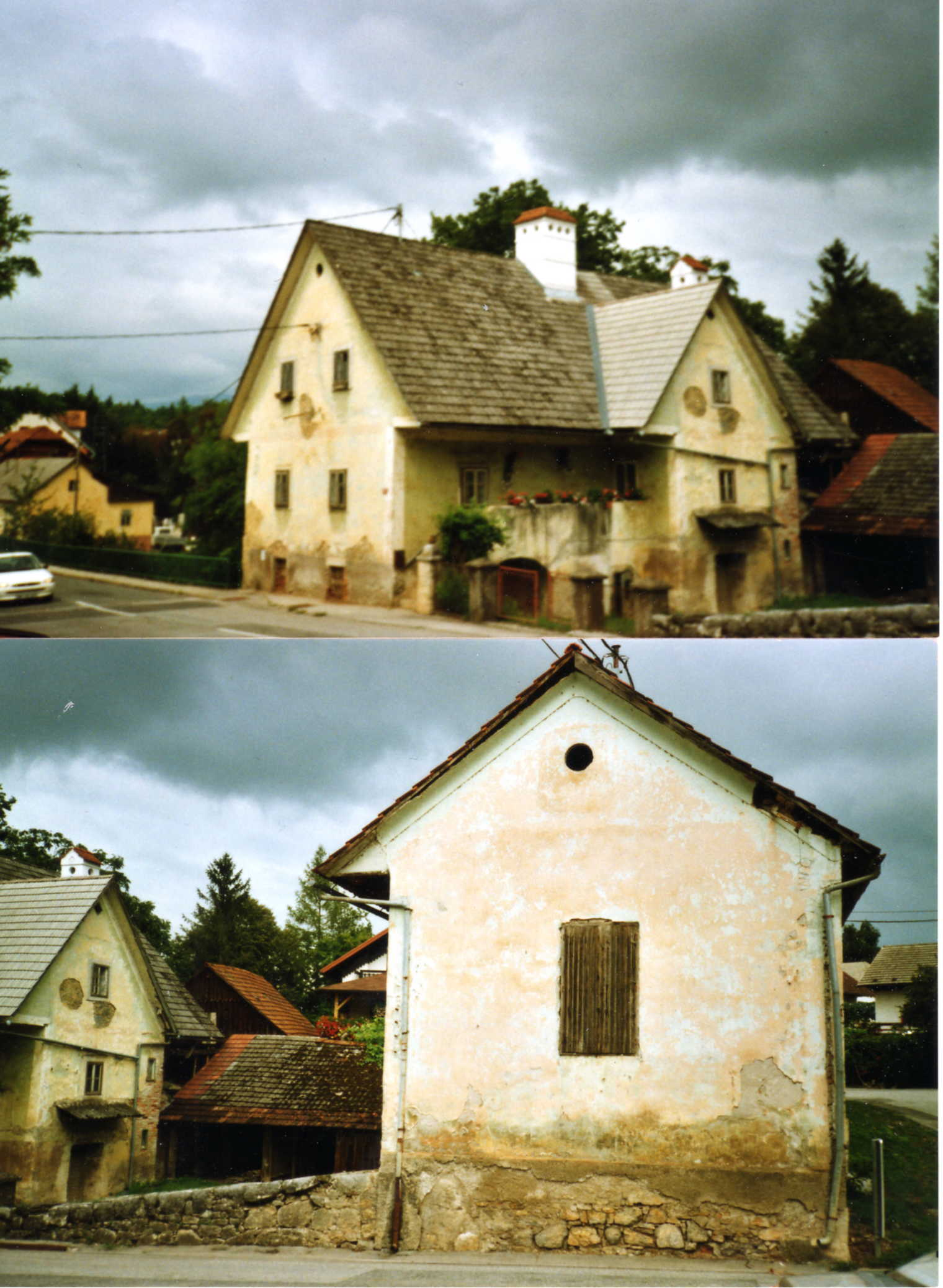
Baricinhaus
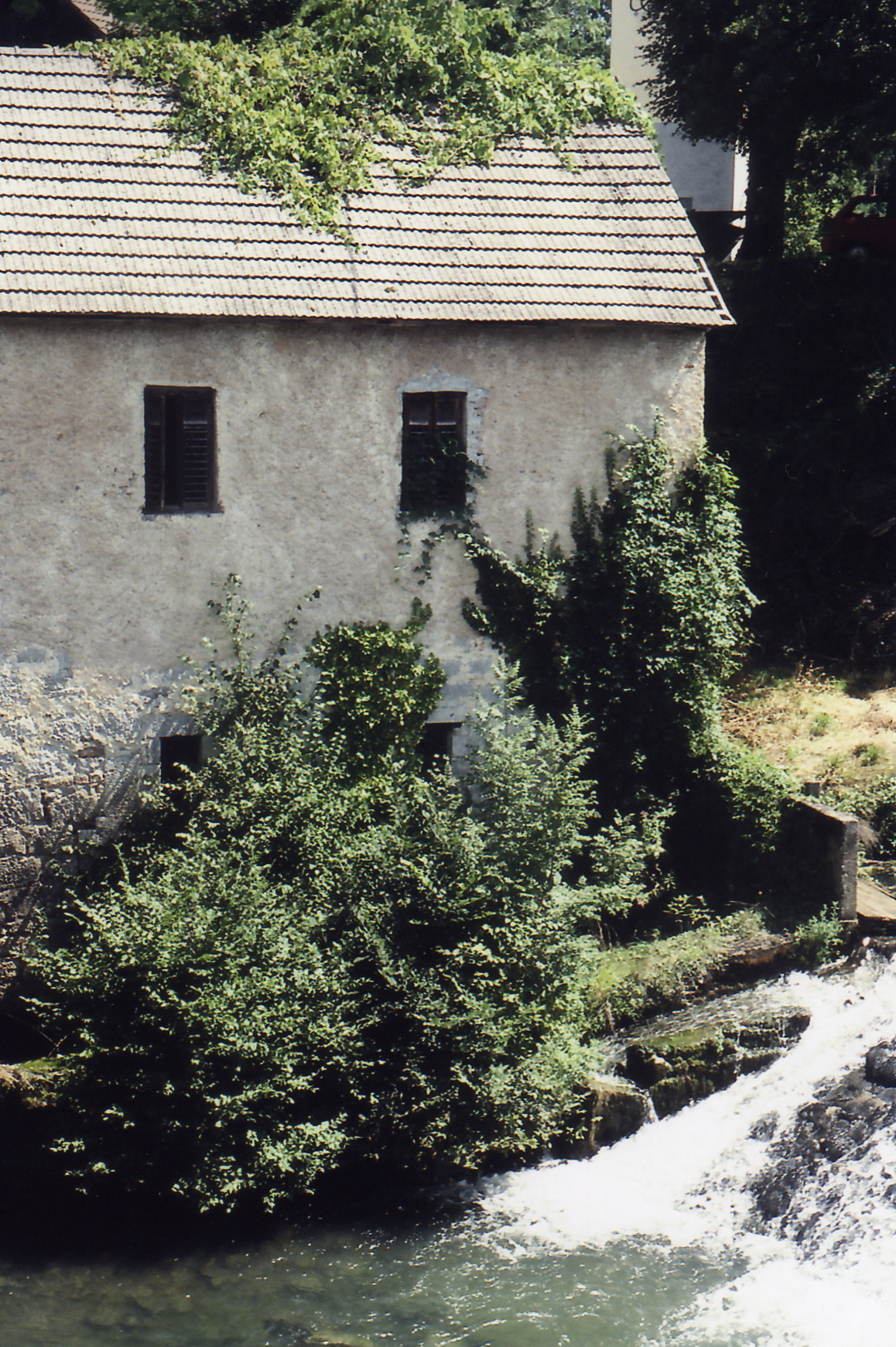
Wassermühle unter der Straßenbrücke
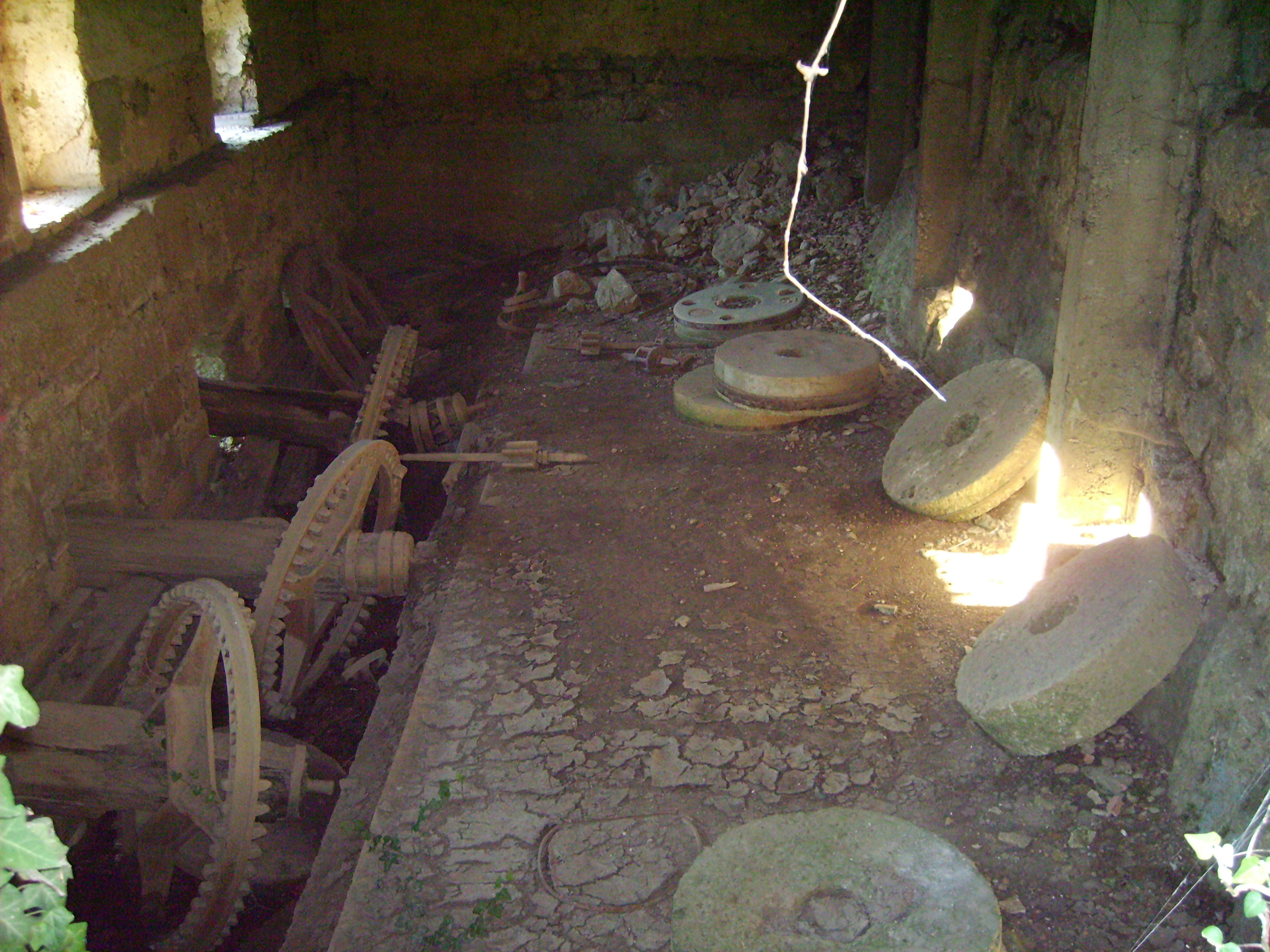
Mühlsteine
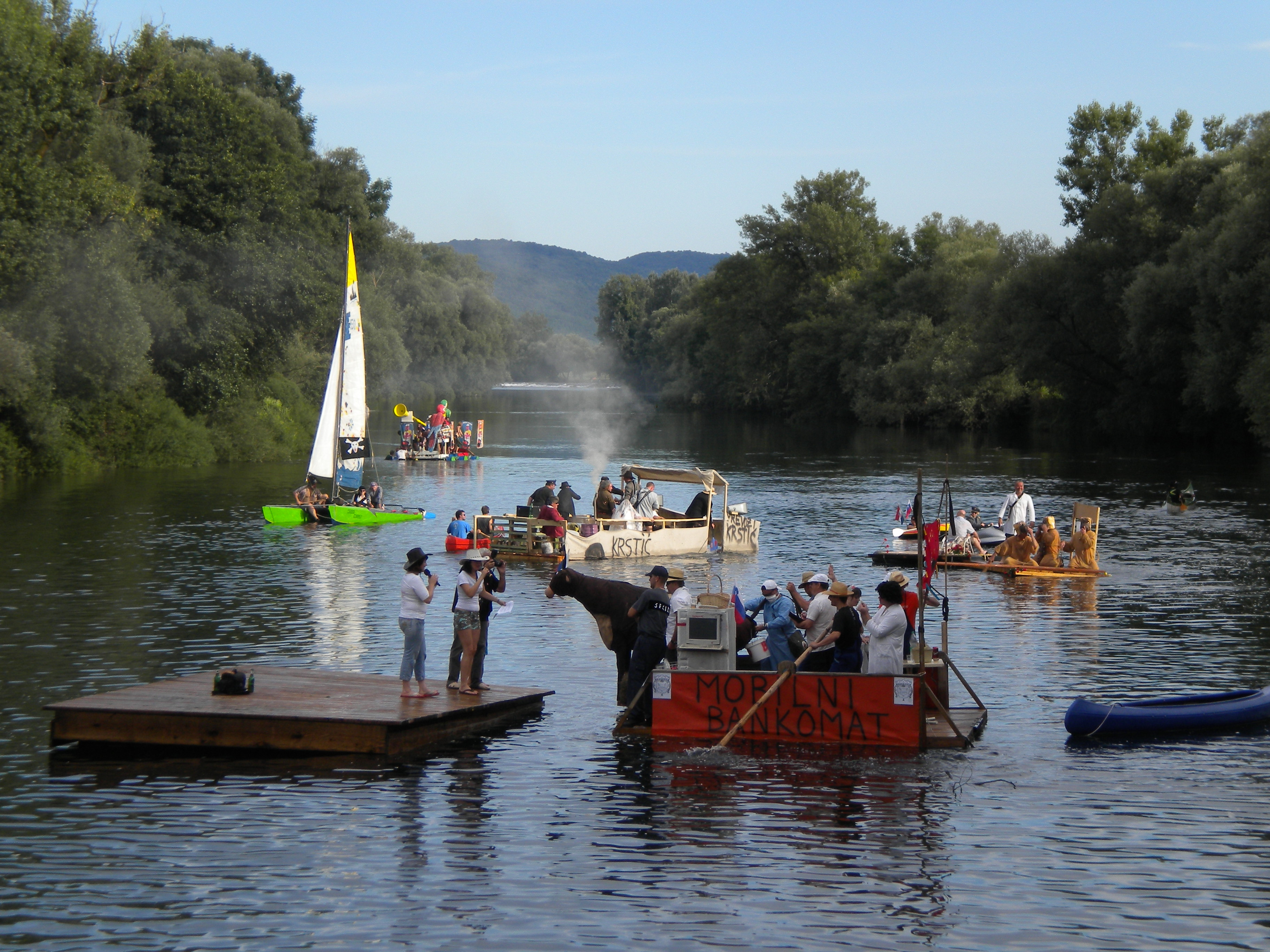
Floß der "Gradaški mački" beim Sommerkarneval in Podzemelj (2010)